# Zeitautomatik

Typisches Betriebsarten-Wählrad einer Digitalkamera – die Stellung A (Aperture priority) bezeichnet hier die Blendenvorwahl bzw. Zeitautomatik

Als Zeitautomatik oder Blendenvorwahl wird eine Belichtungsautomatik bei automatischen Kameras bezeichnet, bei der die Blendenzahl von Hand vorgewählt wird; die Kamera stellt dann die von der Belichtungsmessung als geeignet bestimmte Belichtungszeit automatisch ein. Kameras, die über eine Zeitautomatik verfügen, werden auch als Zeitautomaten bezeichnet. Auf dem Betriebsarten-Wählrad der meisten Kameras wird dieser Modus mit A (engl. aperture priority) oder Av (engl. aperture value) gekennzeichnet.
Die Blende ist ein fotografisches Gestaltungsmittel, mit der wichtige Eigenschaften des Bildes wie die Schärfentiefe gesteuert werden. Eine Zeitautomatik wird dann eingesetzt, wenn der Fotograf beispielsweise bei einem Porträt bewusst keine Schärfe haben bzw. eine Unschärfe des Bildhintergrundes durch eine möglichst weit geöffnete Blende (also kleine Blendenzahl, z. B. ƒ1,4 oder ƒ2,0) erreichen will, oder in der Landschaftsfotografie, wenn durch eine möglichst kleine Blende (also große Blendenzahl, z. B. ƒ16 oder ƒ22) eine möglichst große Schärfentiefe angestrebt wird.
Die meisten modernen Spiegelreflexkameras verfügen über eine Zeitautomatik (Blendenvorwahl); bei den Kompaktkameras besitzen meistens nur höherwertige Modelle diese Funktion.